# Iglesia de Nuestra Señora de los Dolores (Puerto Berrío)
La Iglesia de Nuestra Señora de los Dolores es una iglesia católica colombiana dedicada a la Virgen María bajo la advocación de los Dolores y perteneciente a la jurisdicción eclesiástica de la Diócesis de Barrancabermeja, es decir, que si bien se encuentra en Antioquia, hace parte de la Provincia Eclesiástica de Bucaramanga. De estilo neogótico, tiene tres naves, con todas sus columnas fabricadas en granito y se encuentra ubicada frente al Parque Obrero del municipio de Puerto Berrío (Antioquia), a orillas del río Magdalena.

## Reseña histórica
Originalmente, lo que es hoy Puerto Berrío pertenecía eclesiásticamente a Yolombó y San Roque, hasta que mediante decreto del 23 de julio de 1886, Bernardo Herrera Restrepo, obispo de Medellín, liberó al distrito de esa jurisdicción, nombrando al pbro. Nacianceno González como coadjutor. A su llegada se encontró con una vetusta capilla de madera con techo de cinc, que estaba localizada en lo que es hoy el Corredor Polaco, frente al Hotel Magdalena (hoy, la Decimocuarta Brigada del Ejército Nacional de Colombia). El 26 de julio de 1889 se recibió autorización del obispo Joaquín Pardo Vergara para la bendición y colocación de cuatro campanas, y el 10 de julio de 1895, Críspulo Rojas, Alejandro Isaacs y Laureano García solicitaron permiso para colocar el Santísimo, permiso que fue concedido por el obispo en su visita pastoral del 2 de septiembre siguiente. Sin embargo, la capilla, como el resto de la cabecera urbana de Puerto Berrío (14 manzanas) fue destruida por el incendio del 15 de enero de 1925.
Después del incendio, se inició la reconstrucción de la población, y con ella, su iglesia, razón por la cual el arzobispo de Medellín Manuel José Caicedo entregó a los carmelitas la dirección de la parroquia, con Romualdo Camarasa como párroco, a cuya llegada estaba iniciándose una construcción en tapia, llevada a cabo gracias a las colectas realizadas en otras parroquias; no obstante, Camarasa decidió que habría de realizarse con materiales más sólidos. Catorce años después, la administración parroquial fue regresada a los sacerdotes seculares, quienes culminaron la obra iniciada por los carmelitas.
El 26 de abril de 1930, el padre Salvador Miró solicitó al concejo municipal el traslado del parque público, de tal manera que quedase ubicado al frente de la iglesia. En 1934, es instalado el pararrayos y a principios del año siguiente, el reloj de la torre, año en que se terminó por completo la iglesia en sí; de hecho, en la entrada de la nave sur, una placa de mármol reza de la siguiente manera:

Esta iglesia la empezó en 1925 el Rvdo. P. R. Camarasa, la continuaron y terminaron los RR. PP. S. Miró, G. López, F. Pérez y J. López misioneros del Corazón de María.

Puerto Berrío, febrero 2 - 1935

El padre Bernardo Montoya construyó el atrio en 1943, y en octubre de ese año, son robados dos copones, siendo hallados dos días después. En 1945, Manuel Gómez termina la casa cural y en 1949 es culminada por completo la decoración de la casa cural, con Juvenal Escobar como párroco.

## Cristo de la Consolación
En 1935, José López inició su administración parroquial, deseoso de conseguir un crucifijo que adornara la iglesia y despertara el fervor de los porteños; sin embargo, debido al poco presupuesto, el mismo no podía ser adquirido, debido a ello, el párroco se lo pidió al nuncio apostólico del papa, Paolo Giobbe, quien lo donó. El 27 de marzo de 1935, estando ya la imagen instalada, el concejo municipal se reunió para enviar el agradecimiento.